# David Boreanaz
David Boreanaz, född 16 maj 1969 i Buffalo, New York, är en amerikansk skådespelare. 

## Karriär
När David Boreanaz var sju år bestämde han sig för att bli skådespelare. Detta ledde honom till att han studerade för att bli skådespelare vid Ithaca College i New York. Efter studierna flyttade han till Los Angeles för att få igång en filmkarriär.
Boreanaz fick sitt stora genombrott i Buffy och vampyrerna efter att han "upptäckts" när han var ute och gick med sin hund. Hans rollfigur Angel blev oerhört populär och fick efter tre år en egen spin-off serie med Boreanaz i huvudrollen.
Efter 5 säsonger, då Angel lades ned, fick han rollen som FBI-agenten Seeley Booth i TV-serien Bones. (2005-2017) 

## Privatliv
Boreanaz är sedan 2001 gift med fotomodellen och skådespelerskan Jaime Bergman som bland annat har gästspelat i sista säsongen av Angel. Tillsammans har de en son och en dotter. 

## Filmografi (urval)
- 2006 Mr. Fix it - (Film)
- 2005-2017 Bones - (TV-serie)
- 2005 The Crowe: Wicked Prayer - (Film)
- 2002 I’m with Lucy - (Film)
- 2001 Valentine - (Film)
- 1999-2004 Angel (TV-serie) - (TV-Serie)
- 1997-2003 Buffy och vampyrerna - (TV-Serie)
- 1993 Våra värsta år - (TV-Serie) (avsnitt 7.22)